# Orovida Camille Pissarro
Pour les articles homonymes, voir Pissarro.
Orovida Camille Pissarro, plus connue comme Orovida (Epping, 1893 — 1968) est une peintre et graveuse britannique.
Pendant la majeure partie de sa carrière, elle s'est éloignée des styles impressionniste et post-impressionniste de son père, Lucien Pissarro, et de son grand-père, Camille Pissarro, en faveur d'une technique influencée par l'art chinois et d'autres arts asiatiques, mais dans le dernier quart de sa carrière, elle a développé une manière qui s'inspire des deux traditions.

## Biographie

### Jeunesse et formation
Orovida Camille Pissarro naît à Epping (Essex) le 8 octobre 1893. Elle est l'unique enfant de l'artiste français Lucien Pissarro, qui s'est installé en Grande-Bretagne en 1890, et de son épouse, Esther. Orovida porte le nom de la tante d'Esther. Elle provient d'une grande famille d'artistes : son grand-père est le peintre impressionniste et postimpressionniste français Camille Pissarro ; son père est peintre et graveur ; sa mère est graveuse et illustratrice ; ses oncles Georges Manzana-Pissarro, Félix Pissarro et Ludovic Rodo Pissarro, sous tous trois peintres et graveurs.
Orovida montre son talent dès son plus jeune âge — Lucien dit alors que c'est « dans son sang ». Les dessins de la petite Orovida, âgée de cinq ans, lui valent les éloges de son célèbre grand-père,. Orovida étudie la peinture à l'huile auprès de son père pendant son adolescence, devenant compétente dans le style impressionniste,. Comme on le voit dans son Autoportrait, Lucien avait limité la palette de sa fille à cinq couleurs seulement.
Sa mère, qui avait elle-même reçu une formation artistique, pensait que l'art était une profession peu sûre financièrement, et insistait pour qu'Orovida étudie la musique. Mais l'intérêt de la fille pour la gravure, avec ses perspectives d'illustration commerciale, contribue à apaiser les craintes de sa mère.
En 1913, Orovida étudie brièvement avec Walter Sickert, avant de renoncer à une formation artistique formelle.

### Carrière
Orovida ne s'inscrit jamais dans l'un des grands mouvements artistiques britanniques. Elle devient la première femme artiste professionnelle de la famille Pissarro, et la première artiste de sa génération,.
En 1921, elle participe à une exposition commune avec l'artiste française Marie Laurencin.
Une exposition de peinture chinoise au British Museum en 1924 a une grande influence sur la sensibilité artistique de Pissarro. Malgré la déception de son père, Orovida abandonne vers ses vingt ans l'impressionnisme et développe un style décoratif inhabituel inspiré de l'art chinois ainsi que de l'art japonais, persan et indien. Cette démarche s'explique en partie par le désir de se distinguer du fort héritage impressionniste de sa famille. Elle y parvient en abandonnant son nom de famille, souhaitant être connue simplement sous le nom d'Orovida jusqu'à la fin de sa vie. Son oncle Georges Manzana-Pissarro avait lui aussi cherché à obscurcir son nom, signant ses œuvres simplement du nom de jeune fille de sa grand-mère, Manzana,.
Son rejet de l'impressionnisme était plus qu'une simple prise de distance avec les Pissarro. Elle considérait que l'art occidental était en concurrence avec la photographie, tandis que l'art oriental convenait mieux à sa nature indépendante. Elle n'a jamais visité l'Extrême-Orient ; son inspiration provenait uniquement des œuvres qu'elle avait vues dans les musées et ailleurs.
Orovida peignait avec de minces lavis de gouache ou de tempera sur de la soie, du lin, du papier et des feuilles d'or. Ses peintures ainsi que ses gravures représentent des sujets principalement asiatiques, : les plus fréquents sont les animaux, en particulier les tigres et les chevaux, qu'elle représente de manière décorative, asiatique, stylisée et linéaire. Un autre sujet favori est celui des cavaliers mongols chassant des animaux sauvages ; d'autres sont les princes perses et les danseurs africains,.

### Dernières années
Pendant le dernier quart de siècle de sa vie, après la mort de son père en 1944, Orovida reprend la peinture à l'huile, avec un changement marqué dans le style et le choix des sujets. Son travail devient plus naturaliste et se rapproche un peu plus de la tradition de Pissarro. Elle associe ses penchants asiatiques à un regard européen plus substantiel. Le résultat a été comparé à une fresque sèche. Ses sujets durant cette période comprennent des portraits de sa famille et de ses amis, de la royauté, et surtout une variété de chats, qu'ils soient domestiques ou sauvages,.
Orovida est une graveuse prolifique, produisant environ 8 000 impressions à partir de 107 plaques gravées. Dans un livre publié en 2001, ses gravures et ses liens familiaux sont mis en relation ainsi : « Ses gravures originales, artisanales et décoratives modernes lui auraient valu une bonne réputation indépendamment de ces liens, mais n'auraient probablement pas attiré autant l'attention ».
Sa mère a créé les archives de la famille Pissarro à l'Ashmolean Museum d'Oxford, et Orovida a joué un rôle important dans leur développement.
Jamais mariée, Orovida Camille Pissarro meurt le 8 août 1968.

## Postérité
En 1969, l'Ashmolean Museum a organisé une exposition commémorative de ses peintures, gravures et dessins. Une autre exposition posthume, Three Generations of the Pissarro Family, a eu lieu aux Leicester Galleries ; elle avait participé à une exposition du même nom en 1943.
Ses œuvres sont visibles dans de nombreuses collections importantes en Grande-Bretagne, notamment au British Museum, au Victoria and Albert Museum de Londres et à l'Ashmolean Museum d'Oxford ; ainsi qu'aux États-Unis, notamment au Cleveland Museum of Art, au musée des Beaux-Arts de Boston et au musée d'Art de San Diego.